# Philodromus simoni
Philodromus simoni es una especie de araña cangrejo del género Philodromus, familia Philodromidae. Fue descrita científicamente por Mello-Leitão en 1929.

Las más de 250 especies descritas se distribuyen por toda la región holártica, y pocas especies llegan a regiones más meridionales. Algunos se encuentran en ciertas partes de África, con especies esporádicas hasta Australia. Solo una especie (P. traviatus) se encuentra en América del Sur. Hay 16 especies en Europa Central.